# Хајнрих Корнелијус Агрипа
Хајнрих Корнелијус Агрипа фон Нетесхајм (Келн, 14. септембра 1486 – Гренобл, 18. фебруара 1535), је био немачки кабалиста, окултиста, астролог, алхемичар, лекар, дипломата и филозоф. У својим делима жестоко је критиковао схоластику и црквене догме, због чега је проглашен јеретиком, а књиге су му забрањене.

## Биографија
Потомак је древне племићке породице из Нетсхајма у данашњој Белгији. Родио се у Келну где је 1499. године дипломирао на тамошњем универзитету. Сматра се да је вероватно током студирања развио интересовање за окултизам. После студија, започео је војну каријеру у служби немачко-римског цара Максимилијана I Хабзбуршког (1486—1519), стекавши витешки чин због заслуга у борби. Око 1505. путовао је у Француску где је неко време био студент Јохана фон Тритхајма, окултног аутора, кога је упознао у Паризу око 1507. године и уз којег је Агрипа развио интерес за окултне науке и магију чему је посветио већи део живота. У Паризу се, између осталог бавио алхемијским експериментима, а верује се и да је тамо основао прво од бројних тајних друштава какве је касније утемељио широм Европе. Неко време провео је и у Шпанији да би 1509. године предавао на универзитету Доле у Француској где су га монаси прогласили као јеретика због предавања Ројхлиновог дела Де Вербо Мирифицо, због чега се врато војној каријери и отпутовао на дипломатску мисију у Енглеску.
До 1510. године завршио је прву верзију свог најзначајнијег дела Окултна филозофија, које је од тада тајно кружило у рукописном облику, да би било објављено тек двадесет година касније у битно проширеном издању.
Током боравка у Италији 1511—1518. године у служби цара, упознао се с хуманистичком културом која је била под јаким утицајем неоплатонистичких, херметичких и кабалистичких радова.
Године 1518. вратио се на север Европе и настанио се у Мецу, где је радио као правни саветник. Ту се наставио бавити алхемијским истраживањима. Касније је отишао у Женеву (1521—1523) па у Фрајбург (1523—1524) где је радио као лекар.
Године 1524. отишао је у Лион како би прихватио службу лекарског помоћника Луизе Савојске, мајке француског краља Франсоа I-вог. У Француској је остао до 1528. године, када се одселио у Антверпен, где му је следеће године преминула супруга. У Холандији је стекао наклоност регенткиње Маргарете Аустријске која га је именовала царским архиваром и историчарем. Као историчар, написао је неколико краћих радова укључујући посвету крунисању Карла петог за римско-немачког цара (1530) и говор поводом смрти Маргарете Аустријске.
Године 1532. ушао је у службу код Хермана фон Виеда, надбискупа Келна, у чијој је служби остао две године, након чега се одселио у Бон.
Агрипа је био оштар противник службене науке тога доба, што је изразио у делу "О испразности и несигурности науке и уметности" из 1530. У неким моментима прелази границу доброга укуса, наиме руга се тадашњим научним постигнућима. Упркос томе, и сам упада у противречност, будући да истовремено настоји пропагирати претпоставке о мистичној страни природе, древним херметичким знањима и окултноме. То је посебно присутно у његовом делу Окултна филозофија у коме на темељу истраживања кабале, гностицизма и херметичких списа развија теорију о трима светова и о "Духу Свемира“. Његово филозофско учење типичан је пример ренесансне мистике.
Током свог луталачког живота, путујући по Немачкој, Француској и Италији радио је као лекар, теолог и војник.

### Приватни живот
Женио се двапут. Прва супруга, родом из Павије, умрла је 1521. године и с њом је имао једног сина. С другом женом, родом из Женеве, имао је троје деце, двојицу синова и једну кћи.

## АгрипинаОкултна филозофија
Прву верзију свог капиталног дела Окултна филозофија у три књиге написао је још 1510. када је имао двадесет и четири године. Отада је дело кружило у рукопису, стекавши велики углед делом захваљујући тајанствености којом је било обавијено. Рукопис је штампан у проширеном издању тек 1533. године.
То дело представља енциклопедијски преглед и егзегезу езотеријске и посебно херметичке мисли у којем је Агрипа настојао обухватити све оно што је у његово време било познато о херметизму и магији.
Дело се састоји од три књиге. У првој књизи Агрипа образлаже оно што назива Природном Магијом и ту расправља о четири елемента (земља, ваздух, вода и ватра), те о дивинацији, о планетама и њиховим херметичким кореспондентима. Друга књига бави се Небеском Магијом која укључује гематрију, бројеве, кабалу, пентаграме, геомантијске облике, анђеоско писмо, астрологију, талисмане, магијске квадрате и планетарне печате. Трећа књига посвећена је Обредној или Божанској Магији која обухвата платонизам, кабалистику, зле духове и демоне, божанска имена и печате духова.

## Агрипа у легенди
Агрипа се доста трудио створити ауру тајновитости око себе и свог деловања па су о њему, још за његова живота, кружиле, разне фантастичне приче. Могао се видети у пратњи црног пса за ког су празноверни људи веровали да је демон. Такође, пренеле су се приче да је у крчмама плаћао новцем који би се, након његова одласка, претварао у безвредне материјале. Наводно је поседовао магичну куглу којом је могао видети временски и просторно удаљене догађаје. Иако се већина ових прича, без проблема може разоткрити као шарлатанство и превара, о чему постоје докази, несумњиво је да је Агрипа оставио трага у развитку и систематизацији херметичке мисли ондашњега времена и допринео даљњем ширењу окултистичких традиција.

## Занимљивости
- Изузев три књиге "Окултне филозофије", Агрипи се приписује ауторство и над четвртом, штампаном 1559. која садржи текстове црне магије. Агрипин ученик и познати демонолог Јохан Вејер (1515—1565) одбацује наводно Агрипино ауторство те књиге.
- У компјутерској игри "Amnesia: The Dark Descent", он је још наводно био жив а година је била 1839. Радио је као саветник рада антагониста, мистериозног Александра Брененбурга.

## Дела
- De incertitudine et vanitate scientiarum atque artium declamatio invectiva (О испразности и несигурности науке и уметности), 1527.
- Declamatio de nobilitate et praecellentia foeminei sexus (Рецитат о племенитости и одличности женског рода) 1529.
- De occulta philosophia libri tres (Окултна филозофија I-III) (1531—1533)